# Jack Lousma
Jack Robert Lousma (Grand Rapids, 29 de fevereiro de 1936) é um ex-astronauta norte-americano que participou do programa Skylab e comandou o terceiro voo ao espaço de um ônibus espacial. 

## Biografia
Antes de pertencer ao quadro de astronautas da NASA, Lousma foi piloto de reconhecimento do US Marine Corps, piloto de helicóptero e piloto de caças de interceptação e combate baseado no Japão.
Em abril de 1966 foi um dos dezenove pilotos selecionados para treinamento de astronauta com a equipe da NASA e em seus primeiros anos serviu como membro das equipes de apoio das missões Apollo 9, 10 e 11. Foi depois selecionado para participar da tripulação da Apollo 20, que acabou cancelada devido à interrupção do programa lunar americano por falta de fundos.
Lousma subiu pela primeira vez ao espaço em 28 de julho de 1973 como piloto da Skylab 3, a segunda missão tripulada baseada na estação Skylab em órbita da Terra,  junto com os astronautas Alan Bean e Owen Garriott, passando dois meses no espaço e realizando atividades extra-veiculares por onze horas em duas missões fora da estação.
Sua segunda viagem espacial foi como comandante da nave Columbia, em março de 1982, em companhia do astronauta Gordon Fullerton, no terceiro voo do ônibus espacial, na época de testes em que as missões da Columbia ainda eram feitas apenas com piloto e co-piloto, sem levar tripulação. Na missão de oito dias em órbita, Lousma e Fullerton fizeram dezenas de testes submetendo a nave a extremos de estresse termal e operaram pela primeira vez em manobras o braço de transporte e arrumação de carga do ônibus espacial; a nave respondeu bem aos testes, foi considerada apta como plataforma para estudos no espaço e aprovada para conduzir tripulação científica nos voos seguintes.
Lousma deixou a NASA em 1983 para exercer atividades na iniciativa privada do país.